# سووپانووو
سووپانووو (به لهستانی:  Słopanowo) یک روستا در لهستان است که در گمینا اوبژتسکو واقع شده‌است.